# Tribulus zeyheri
Tribulus zeyheri är en pockenholtsväxtart. Tribulus zeyheri ingår i släktet tiggarnötter, och familjen pockenholtsväxter.

## Underarter
Arten delas in i följande underarter:
- T. z. macranthus
- T. z. zeyheri